# Wilson, Wisconsin
Wilson là một làng thuộc quận St. Croix, tiểu bang Wisconsin, Hoa Kỳ. Năm 2006, dân số của làng này là 176 người.